# 千羽ヶ嶽宗助
千羽ヶ嶽 宗助（ちばがたけ そうすけ、1847年3月4日（弘化4年1月18日） - 1899年（明治32年）7月4日）は、現在の千葉県出身の大相撲力士。本名は中田 宗助（旧姓坂本）。最高位は前頭筆頭。6代春日野。

## 来歴
下総国香取郡神崎本宿(現・千葉県香取郡神崎町)出身。玉垣部屋に入門し、1868年（明治元年）11月、故郷の「神崎」の四股名で序ノ口に就く。1874年（明治7年）11月、幕下二段目(現在の十両)7枚目に進み、1877年（明治10年）12月に入幕した。1878年（明治11年）5月に四股名を「千羽ヶ嶽」と改め、1882年（明治15年）5月に前頭筆頭まで進んだ。幕内中堅力士として活躍し、1885年（明治18年）ごろ、現役のまま二枚鑑札で年寄「春日野」を襲名した。1889年（明治22年）5月に四股名を「春日野」と改名。翌1890年（明治23年）5月限りで引退し、年寄専任となった。1895年（明治28年）に願人(勧進元)となった。また、地元から甥の源次郎を呼び寄せ、行司にし、自分の養子にさせた。1899年（明治32年）7月に死去。「春日野」の名跡はすでに幕内格行司となっていた源次郎（木村宗四郎と改名）が継いだ。